# Thuliadanta
Thuliadanta ist ein ausgestorbener, früher Vertreter der Tapirartigen (Tapiroidea), der im Unteren Eozän von vor 55 bis 50 Millionen Jahren in Nordamerika lebte und ein naher Verwandter der heutigen Tapire war. Bekannt sind bisher mehrere Reste des Schädels, die auf der heutigen Ellesmere Island im hohen Norden Kanadas gefunden wurden. Die Besonderheit der Funde liegt darin, dass die fundführenden Schichten auch zu ihrer Ablagerungszeit jenseits des Polarkreises gelegen haben. Somit ist Thuliadanta der nördlichste, jemals gefundene Tapirartige, wobei das Tier während seiner Lebenszeit an die besonderen Lichtverhältnisse polnaher Regionen angepasst gewesen sein muss.

## Merkmale
Bisher liegen nur einzelne Schädelfragmente und isolierte Zähne vor, die aber einen guten Einblick in den Schädelaufbau geben. Es handelte sich bei Thuliadanta um einen mittelgroßen Tapiroiden, vergleichbar mit Desmatotherium. Der Schädel ähnelte schon deutlich dem der heutigen Tapire mit einem weit hinter dem Mittelkieferknochen liegenden und nur kurz und schwach ausgebildetem Nasenbein. Dadurch war ein sehr großer Naseninnenraum vorhanden. Das Foramen infraorbitale lag auf der Höhe des letzten Prämolaren und des ersten Molaren.
Das Gebiss weist einige Unterschiede zu den heutigen Tapiren auf. Die Schneidezähne, vor allem der dritte des Oberkiefers (I3) war spatelförmig aufgebaut und nicht so deutlich konisch und vergrößert wie bei den rezenten Tapiren. Der obere Eckzahn war allerdings im Vergleich zu den heutigen Formen auch eher klein. Zum hinteren Gebiss, das sowohl im Unter- als auch im Oberkiefer die vollständige Anzahl der Zähne der frühen Säugetiere aufwies, bestand schon ein großes Diastema. Die hinteren Prämolaren zeigten eine teils molarisierte Struktur mit zwei quer verlaufenden Zahnschmelzleisten auf der Kauoberfläche, genauso wie die Molaren, die aber eine eher rechteckige und nicht so runde Form wie die Prämolaren aufwiesen. Die beiden vorderen Prämolaren waren eher klein und nur durch einen Zahnschmelzhöcker charakterisiert.

## Paläobiologie
Die niederkronigen Backenzähne sprechen für eine Ernährungsspezialisation auf weiche Pflanzenkost, ähnlich wie es heute noch bei den Tapiren der Fall ist. Computertomographische Scans des juvenilen Schädels zeigten eine deutliche Reduktion des Nasenbeins und eine Ausdehnung des Naseninnenraums. Diese anatomischen Strukturen lassen annehmen, dass Thuliadanta bereits über einen kurzen Rüssel verfügte, der wohl analog zu seinen heutigen Verwandten als Greiforgan bei der Nahrungsaufnahme diente.
Thuliadanta lebte während des frühen Eozän, zu jener Zeit befand sich die Position der heutigen Ellesmere Island ebenfalls im hohen Norden jenseits des Polarkreises, geschätzt werden 74 bis 80° nördlicher Breite. Die damaligen Temperaturen werden anhand der Begleitfauna und -flora auf einen Jahresdurchschnitt von etwa 4 °C rekonstruiert (heute −19 °C), wobei diese im Winter auf oder kurz unter den Gefrierpunkt fielen, im Sommer auf über 20 °C ansteigen konnten. Das Klima war mild und feucht. Thuliadanta lebte dabei in einem Sumpfwald mit hohen Bäumen, der von Alligatoren (Allognathosuchus), verschiedenen Schildkrötenarten, aber auch von Brontotherien (Eotitanops) und Hyaenodonten (Prolimnocyon) bewohnt war. Bemerkenswert ist die hohe arktische Verbreitung von Thuliadanta, heutige Tapire sind eher tropisch angepasste, nachtaktive Tiere. Der im hohen Norden lebende Tapirartige musste dagegen an einen Wechsel von langen, taghellen Sommern (Polartag) und dunklen Wintern (Polarnacht) angepasst gewesen sein. Zumindest das Vorkommen von nicht ausgewachsenen, juvenilen Individuen spricht für eine ganzjährige Anwesenheit dieses frühen Tapirartigen in dieser Region. Die besten Vergleiche zu heute lebenden Tapiren finden sich noch beim Bergtapir, der sowohl kühleres Klima in hohen Gebirgslagen, als auch teilweise tagaktiv ist.

## Funde und Fundgeschichte
Der Holotyp (Exemplarnummer CMP30804) umfasst eine rechte Oberkieferhälfte mit der Zahnreihe vom ersten Prämolaren (P1) zum letzten Molaren (M3) und wurde am Bay Fjord an der Westküste von Ellesmere Island im hohen Norden Kanadas gefunden. Ihm werden noch wenigsten zwei weitere Oberkieferfragmente, jener eines Jungtieres und einzelne Zähne beigeordnet. Ein zusätzlicher Zahnfund stammt von der Swinnerton-Halbinsel an der Südküste der gleichen Insel. Alle Fossilreste entstammen den oberen Ablagerungen der Eureka Sound Group, der Margaret-Formation. Die gesamte Ablagerungseinheit der Eureka Sound Gruppe entstand während der Eurekasischen Gebirgsbildung, die die gesamte Arktis beeinflusste und im Paläozän begann. Die Margaret-Formation besteht aus kreuzgeschichteten Sand-, Silt- und Schluffsteinen, unterbrochen von Kohleablagerungen und Vulkanaschen. Aus einer der Aschelagen stammt ein radiometrisches Datum von 52,6 Millionen Jahren. Somit sind alle Fossilien sowohl laut Biostratigraphie als auch Geophysik dem frühen Eozän zuzuweisen (lokalstratigraphisch Wasatchium) und damit zwischen 50 und 55 Millionen Jahre alt.

## Systematik
Thuliadanta ist ein Vertreter der Überfamilie der Tapiroidea, sehr frühen Verwandten der heutigen Tapire, die bis auf letztere allesamt heute ausgestorben sind. Alle Angehörigen dieser Gruppe sind Backenzähne zu eigen, die einerseits niederkronig (brachyodont), andererseits durch zwei quergestellte und deutlich erhöhte Zahnschmelzfalten charakterisiert sind. Ihr werden insgesamt sieben oder acht Familien zugewiesen, einschließlich der Tapire (Tapiridae). Für Thuliadanta wurde bisher keine Familienzuweisung festgelegt. Anhand der Merkmale lässt sich Thuliadanta als naher Verwandter von Colodon und Irdinolophus einstufen, Formen, die schon weit entwickelte Charakteristica, wie einen großen Naseninnenraum oder semimolarisierte hintere Prämolaren aufweisen. In einer ersten phylogenetischen Untersuchung wurden die beiden Formen daher als Schwestergruppe zu Thuliadanta eingestuft. Allerdings bestanden auch zu Helaletes noch einige Übereinstimmungen im Schädelbau, welches aber primitivere Backenzähne aufweist. Colodon wird von einigen Experten auch als frühe Form der Tapire angesehen, ist jedoch dem späten Eozän zuzuweisen. Nach dieser Untersuchung wäre Thuliadanta ebenfalls als Basalform der Tapiridae anzusehen, dies würde den Ursprung der Familie aber um mindestens zehn Millionen Jahre zurück verschieben, wobei Funde von Formen der Tapiridae aus dem Mitteleozän gar nicht nachgewiesen wären. Eine weitere Analyse sieht Thuliadanta als ursprünglicher als Helaletes an und platziert die Form weiter basal im Stammbaum.
Entdeckt wurden die Fossilien von Thuliadanta bei Feldarbeiten des Carnegie Museum of Natural History in den 1970er bis 1980er Jahren. Sie befinden sich heute im Canadian Museum of Nature in Ottawa. In einer vorläufigen Untersuchung wurden die Tapiroiden-Funde zuerst von Mary R. Dawson als zu Hyrachyus gehörig angesehen. Die Erstbeschreibung erfolgte im Jahr 2005 durch Jaelyn J. Eberle. Die Gattung ist monotypisch und enthält die Art T. mayri. Das Wort Thuliadanta setzt sich aus dem lateinischen Wort thule („äußerster Norden“) und dem in Südamerika als Lehnwort für „Tapir“ gebrauchten spanischen Wort danta  zusammen; es bezieht sich damit auf den bisher nördlichsten bekannten Fundpunkt eines Tapirartigen. Der Artzusatz mayri ehrt Ulrich Mayr, ein Mitglied des Geological Survey of Canada (GSC), der zahlreiche Expeditionen in den arktischen Norden Kanadas geleitet hat. Die Art T. mayri umfasst möglicherweise zwei Unterarten.